# Saint-Valery-sur-Somme
Saint-Valery-sur-Somme és un municipi francès situat al departament del Somme i a la regió dels Alts de França. L'any 2007 tenia 2.805 habitants.

## Demografia

### Població

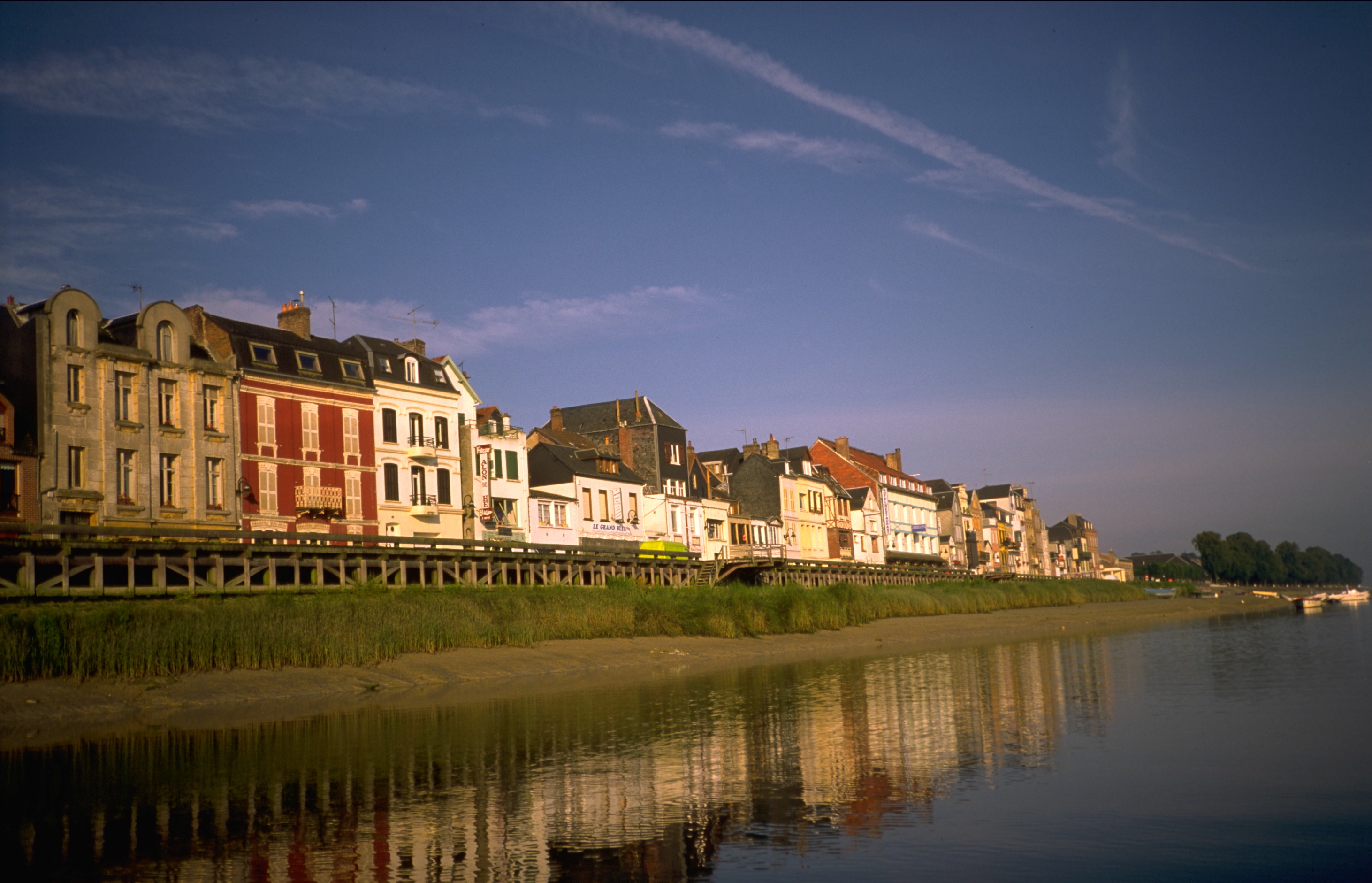

El 2007 la població de fet de Saint-Valery-sur-Somme era de 2.805 persones. Hi havia 1.192 famílies de les quals 432 eren unipersonals (132 homes vivint sols i 300 dones vivint soles), 420 parelles sense fills, 276 parelles amb fills i 64 famílies monoparentals amb fills.

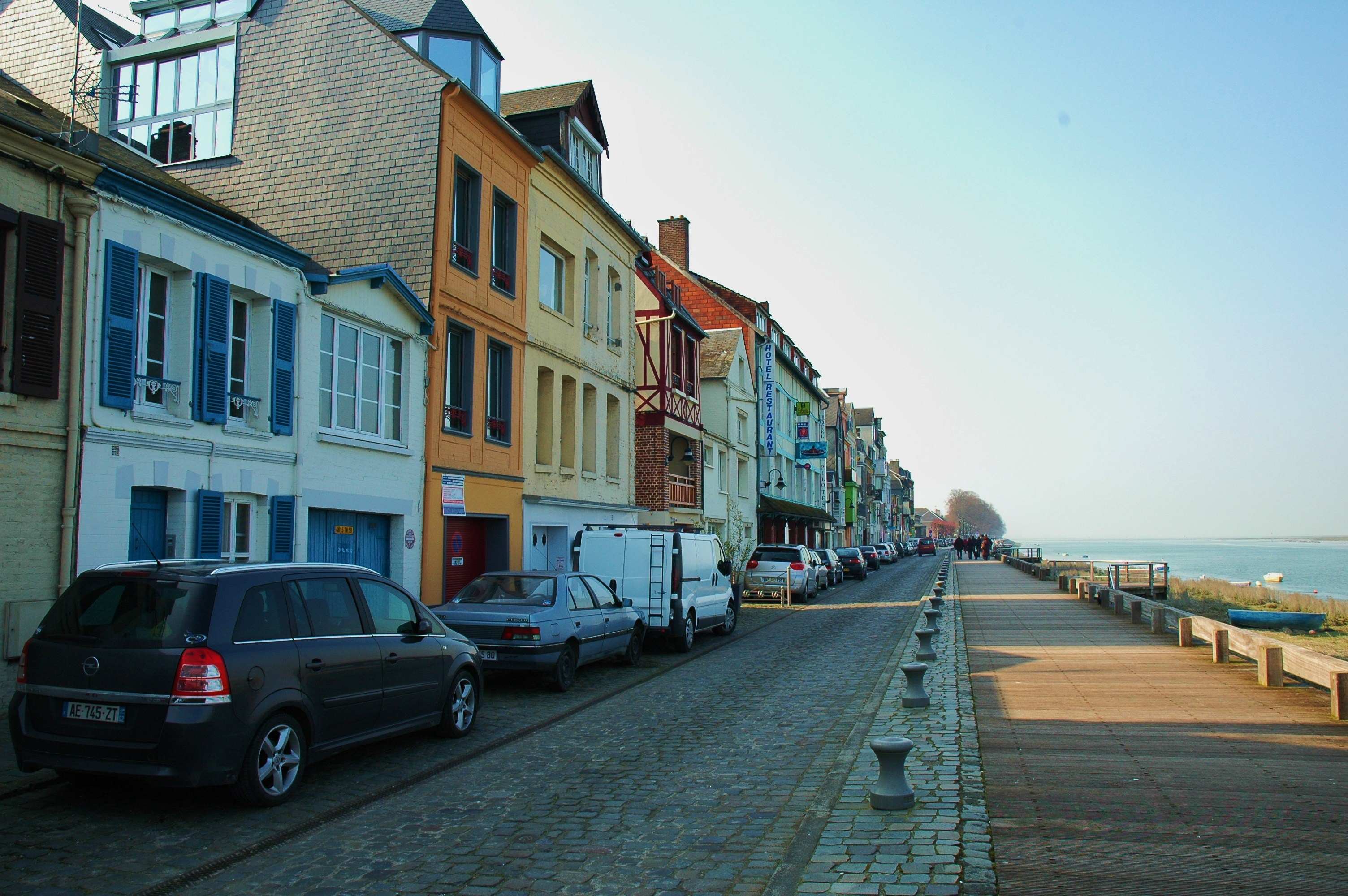

La població ha evolucionat segons el següent gràfic:
Habitants censats

### Habitatges
El 2007 hi havia 1.841 habitatges, 1.201 eren l'habitatge principal de la família, 511 eren segones residències i 129 estaven desocupats. 1.544 eren cases i 259 eren apartaments. Dels 1.201 habitatges principals, 850 estaven ocupats pels seus propietaris, 293 estaven llogats i ocupats pels llogaters i 58 estaven cedits a títol gratuït; 27 tenien una cambra, 97 en tenien dues, 230 en tenien tres, 336 en tenien quatre i 511 en tenien cinc o més. 630 habitatges disposaven pel capbaix d'una plaça de pàrquing. A 637 habitatges hi havia un automòbil i a 328 n'hi havia dos o més.

### Piràmide de població

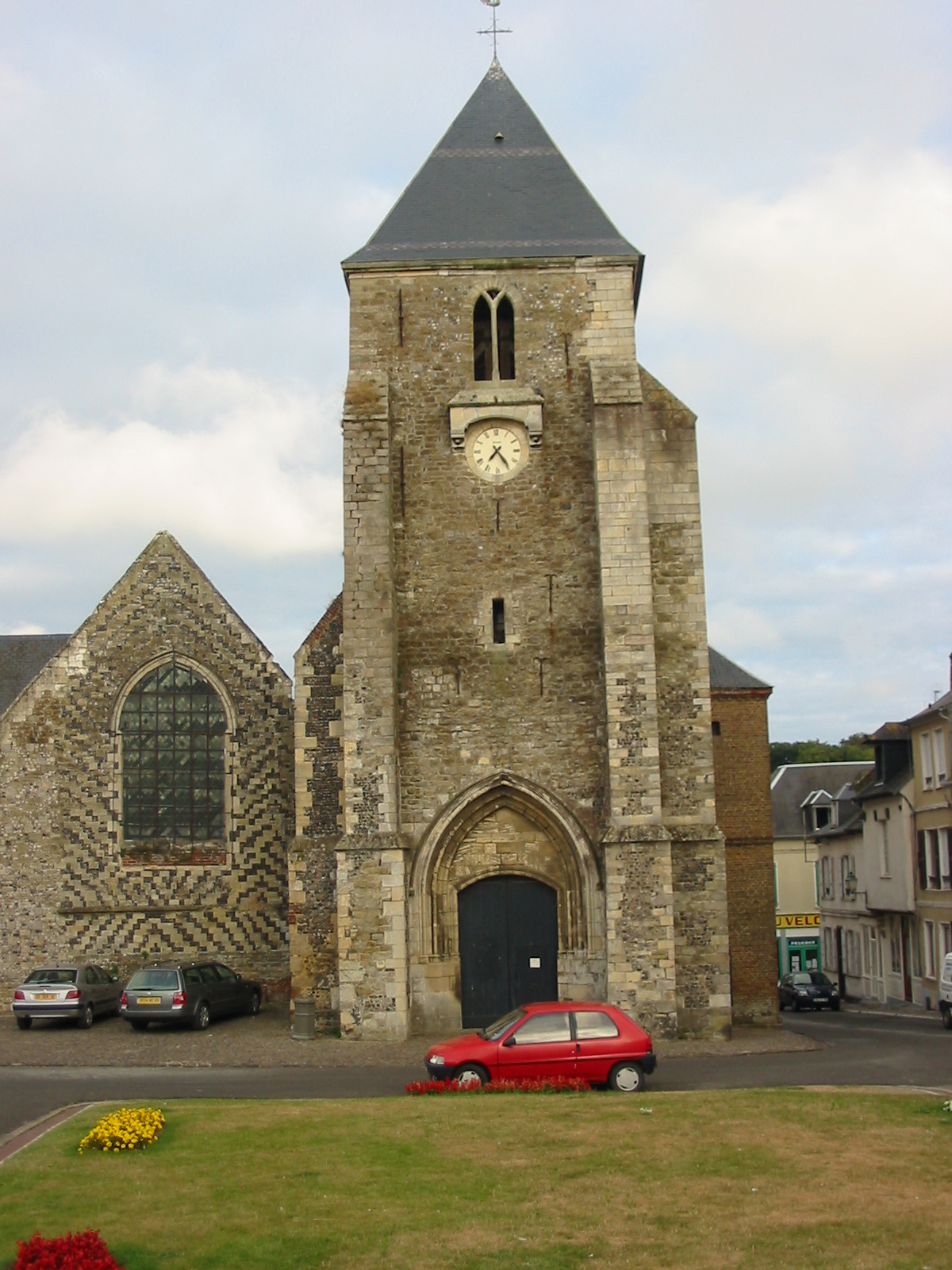

La piràmide de població per edats i sexe el 2009 era:
| Homes | Edats   | Dones |
| ----- | ------- | ----- |
| 8     | 95 o +  | 12    |
| 12    | 90 a 94 | 32    |
| 20    | 85 a 89 | 76    |
| 24    | 80 a 84 | 52    |
| 88    | 75 a 79 | 108   |
| 72    | 70 a 74 | 148   |
| 84    | 65 a 69 | 84    |
| 48    | 60 a 64 | 40    |
| 84    | 55 a 59 | 48    |
| 104   | 50 a 54 | 104   |
| 84    | 45 a 49 | 84    |
| 92    | 40 a 44 | 116   |
| 88    | 35 a 39 | 72    |
| 80    | 30 a 34 | 88    |
| 48    | 25 a 29 | 60    |
| 96    | 20 a 24 | 32    |
| 76    | 15 a 19 | 68    |
| 92    | 10 a 14 | 68    |
| 60    | 5 a 9   | 72    |
| 52    | 0 a 4   | 28    |

## Economia

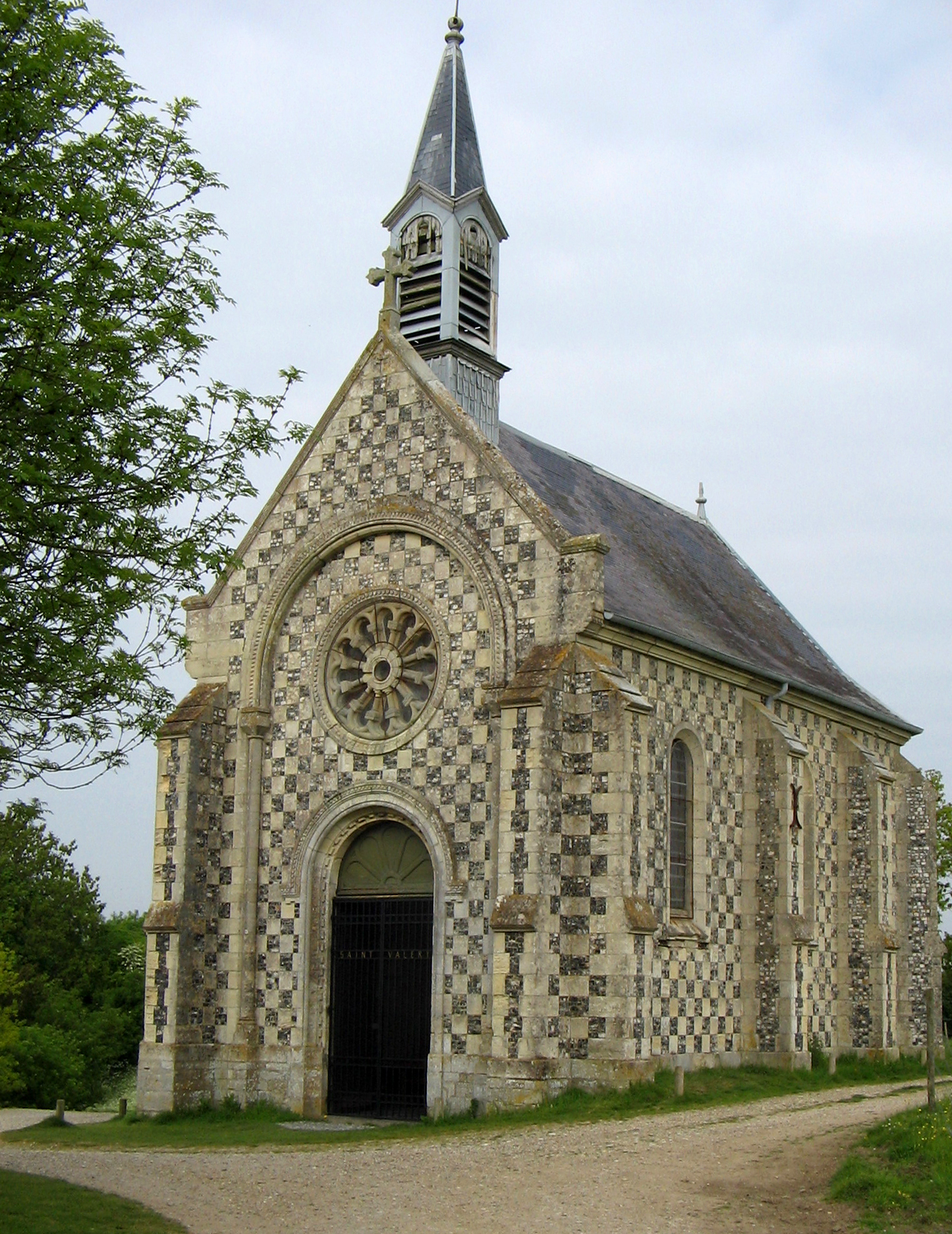

El 2007 la població en edat de treballar era de 1.647 persones, 1.089 eren actives i 558 eren inactives. De les 1.089 persones actives 969 estaven ocupades (502 homes i 467 dones) i 120 estaven aturades (56 homes i 64 dones). De les 558 persones inactives 227 estaven jubilades, 162 estaven estudiant i 169 estaven classificades com a «altres inactius».

### Ingressos
El 2009 a Saint-Valery-sur-Somme hi havia 1.089 unitats fiscals que integraven 2.207,5 persones, la mediana anual d'ingressos fiscals per persona era de 17.180 €.

### Activitats econòmiques

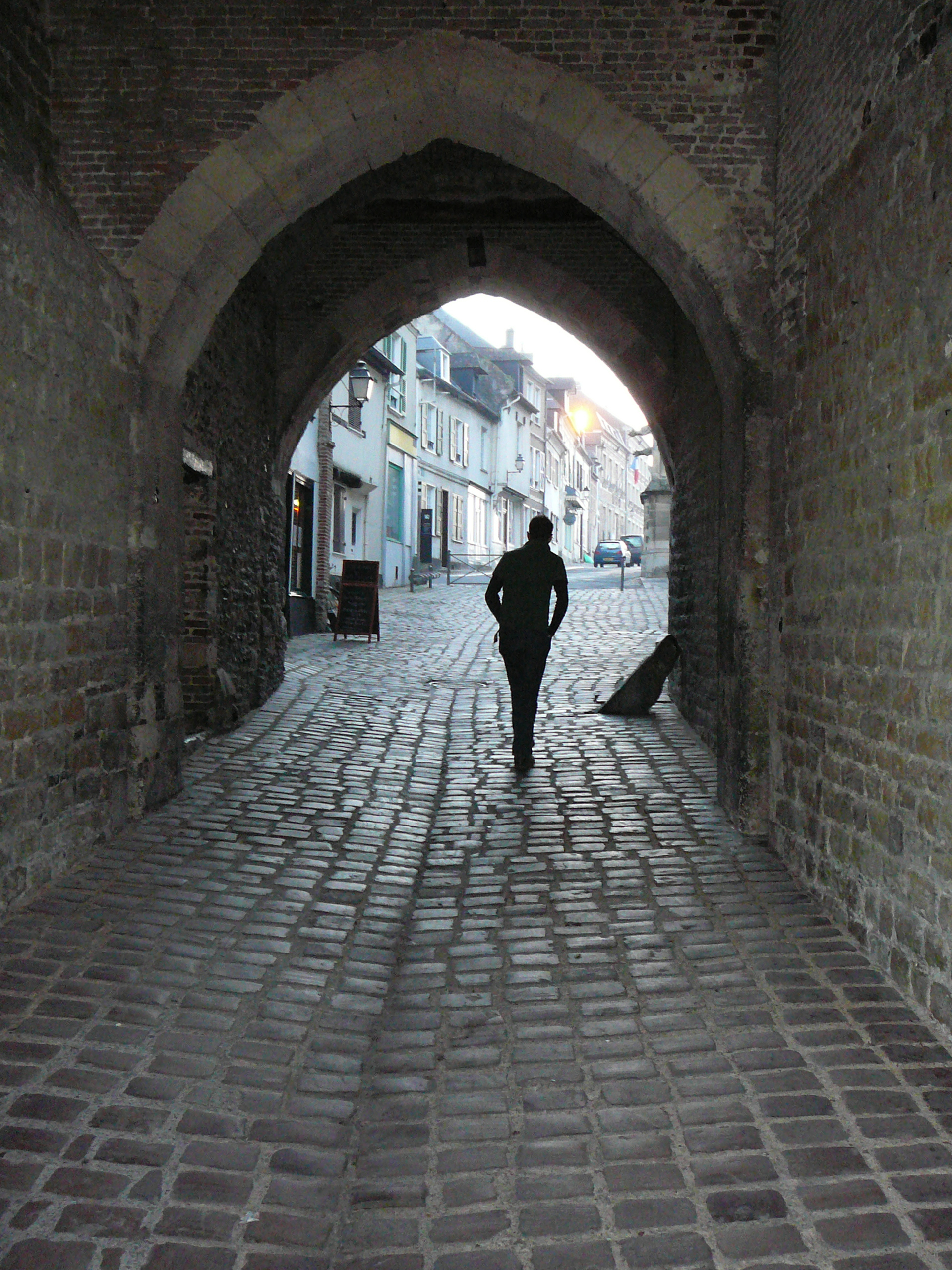

Dels 203 establiments que hi havia el 2007, 1 era d'una empresa extractiva, 7 d'empreses alimentàries, 2 d'empreses de fabricació d'elements pel transport, 5 d'empreses de fabricació d'altres productes industrials, 12 d'empreses de construcció, 56 d'empreses de comerç i reparació d'automòbils, 6 d'empreses de transport, 43 d'empreses d'hostatgeria i restauració, 4 d'empreses d'informació i comunicació, 9 d'empreses financeres, 7 d'empreses immobiliàries, 19 d'empreses de serveis, 19 d'entitats de l'administració pública i 13 d'empreses classificades com a «altres activitats de serveis».
Dels 57 establiments de servei als particulars que hi havia el 2009, 1 era una oficina d'administració d'Hisenda pública, 1 gendarmeria, 1 oficina de correu, 5 oficines bancàries, 1 funerària, 2 tallers de reparació d'automòbils i de material agrícola, 1 autoescola, 2 guixaires pintors, 2 fusteries, 5 lampisteries, 1 empresa de construcció, 4 perruqueries, 1 veterinari, 27 restaurants, 2 agències immobiliàries i 1 saló de bellesa.
Dels 29 establiments comercials que hi havia el 2009, 1 era un hipermercat, 1 un supermercat, 5 fleques, 4 carnisseries, 4 peixateries, 1 una peixateria, 4 botigues de roba, 2 botigues d'equipament de la llar, 2 sabateries, 1 una botiga d'electrodomèstics, 1 una botiga de mobles, 1 una perfumeria i 2 floristeries.
L'any 2000 a Saint-Valery-sur-Somme hi havia 16 explotacions agrícoles que ocupaven un total de 256 hectàrees.

## Equipaments sanitaris i escolars
El 2009 hi havia 1 hospital de tractaments de curta durada, 1 hospital de tractaments de mitja durada (seguiment i rehabilitació), 1 un hospital de tractaments de llarga durada, 2 farmàcies i 1 ambulància.

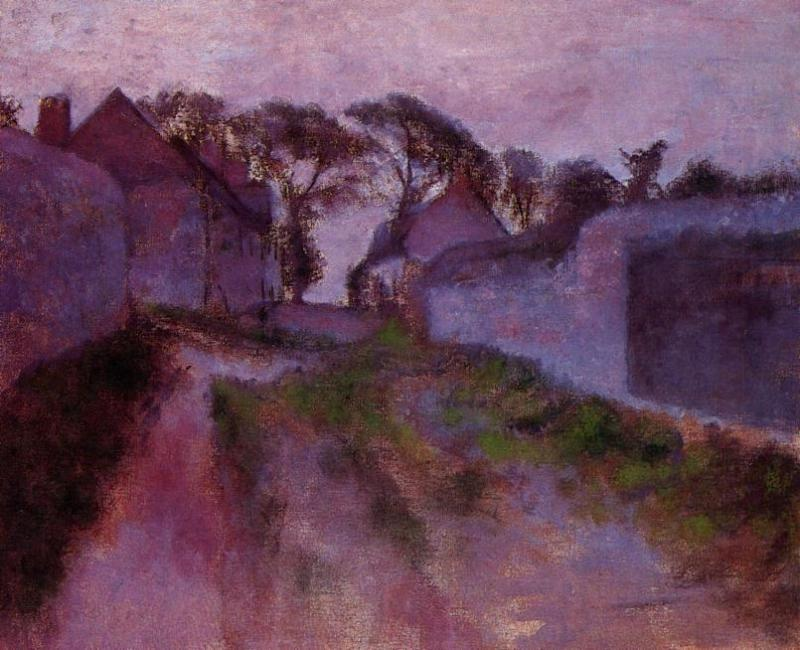

El 2009 hi havia 1 escola maternal i 2 escoles elementals. Saint-Valery-sur-Somme disposava d'un col·legi d'educació secundària amb 385 alumnes.

## Poblacions més properes

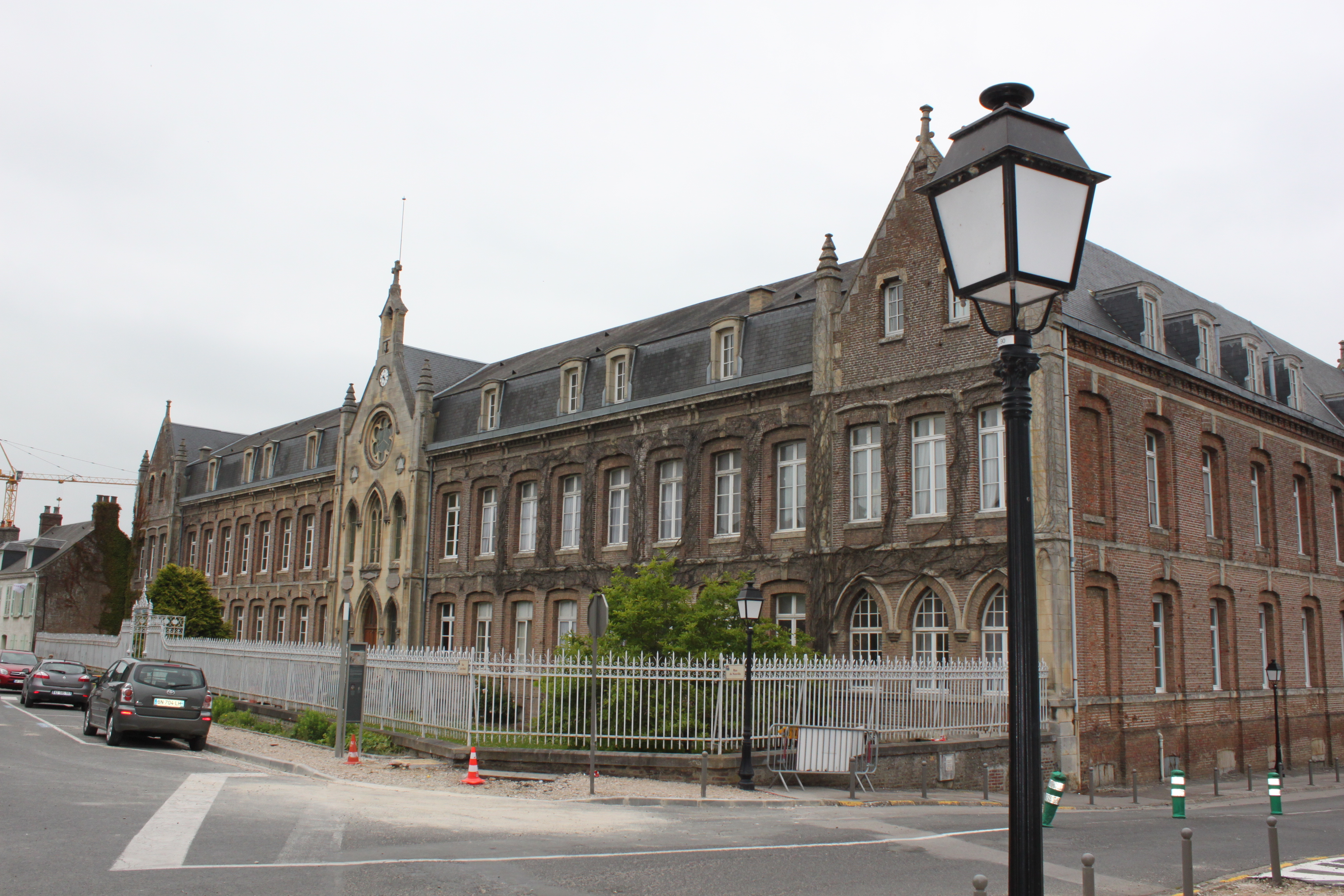

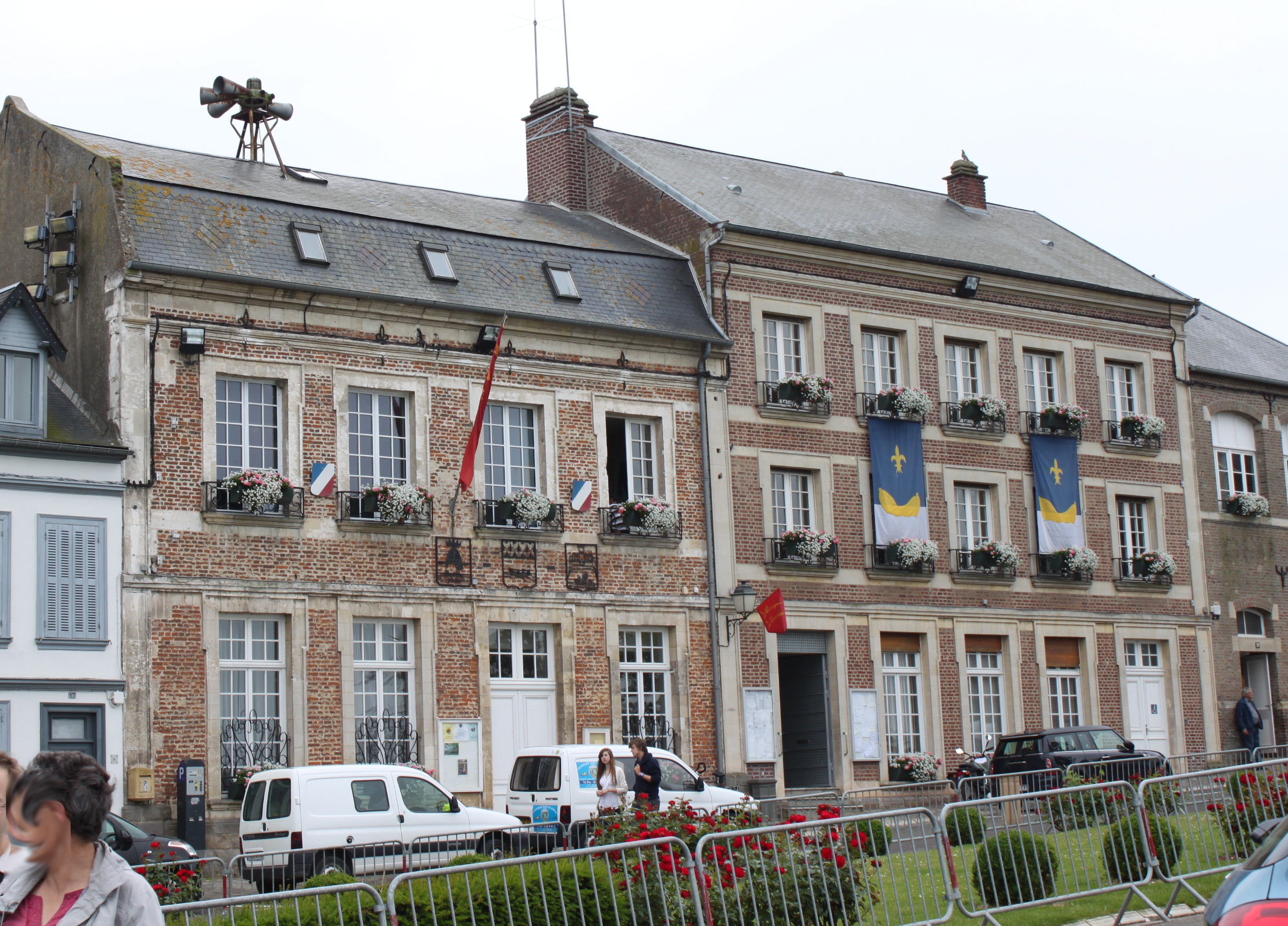

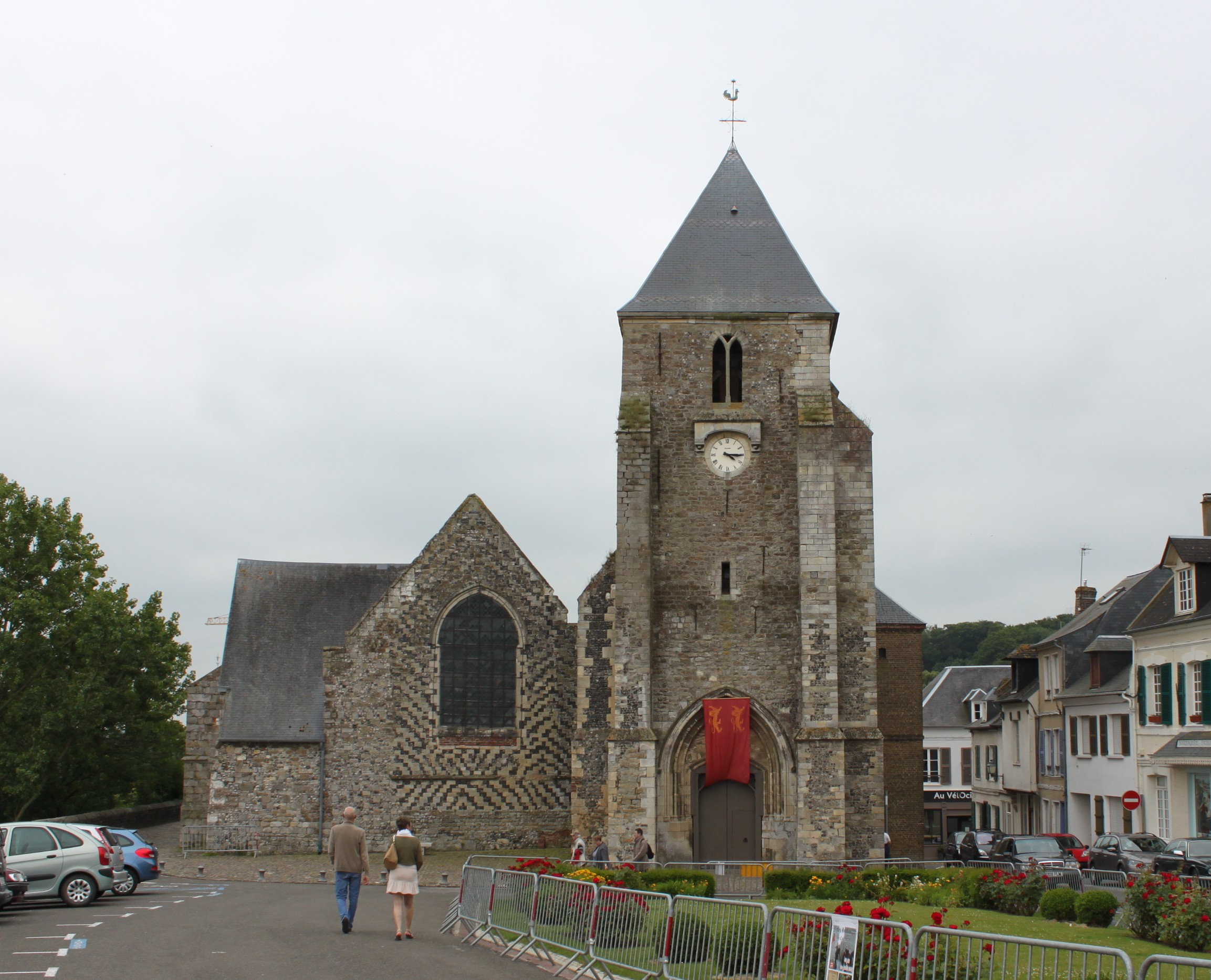

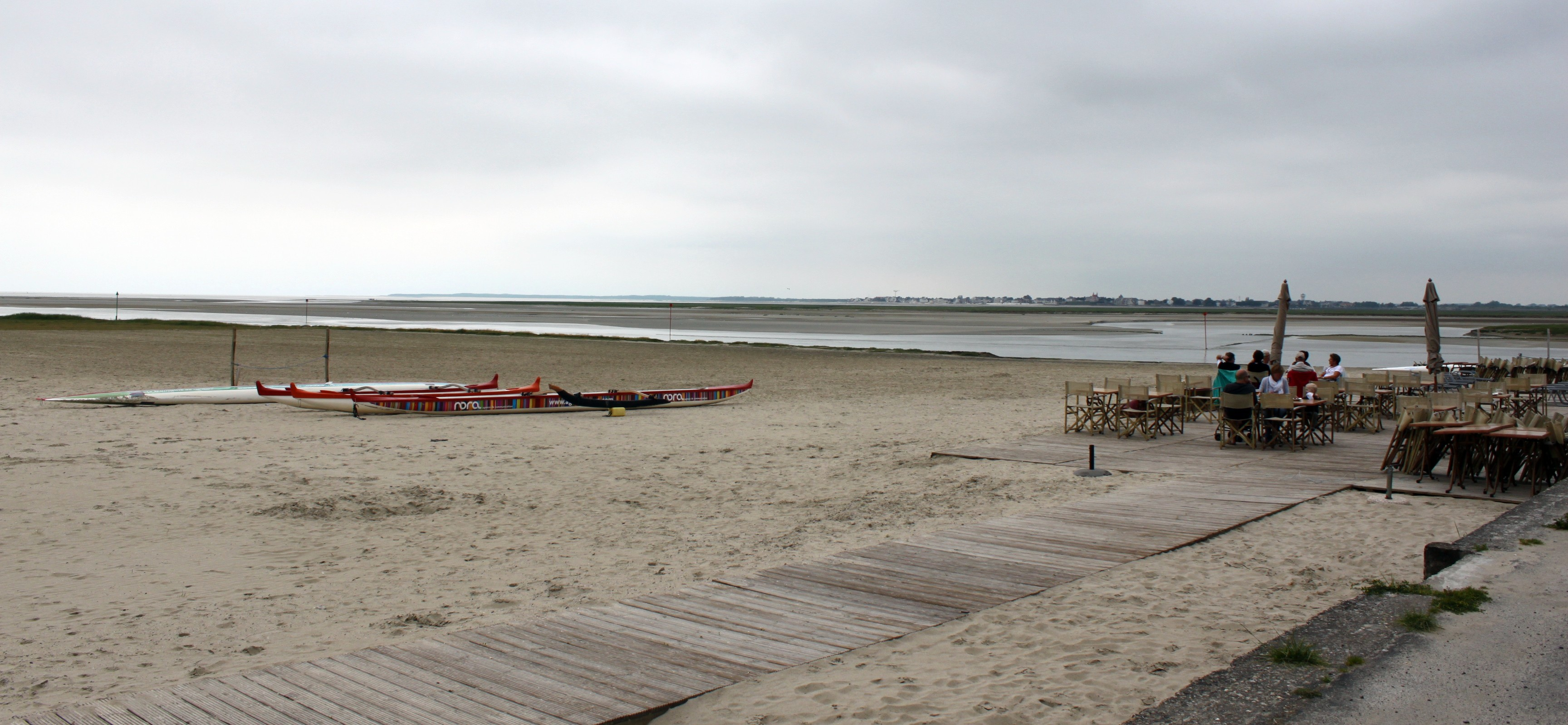

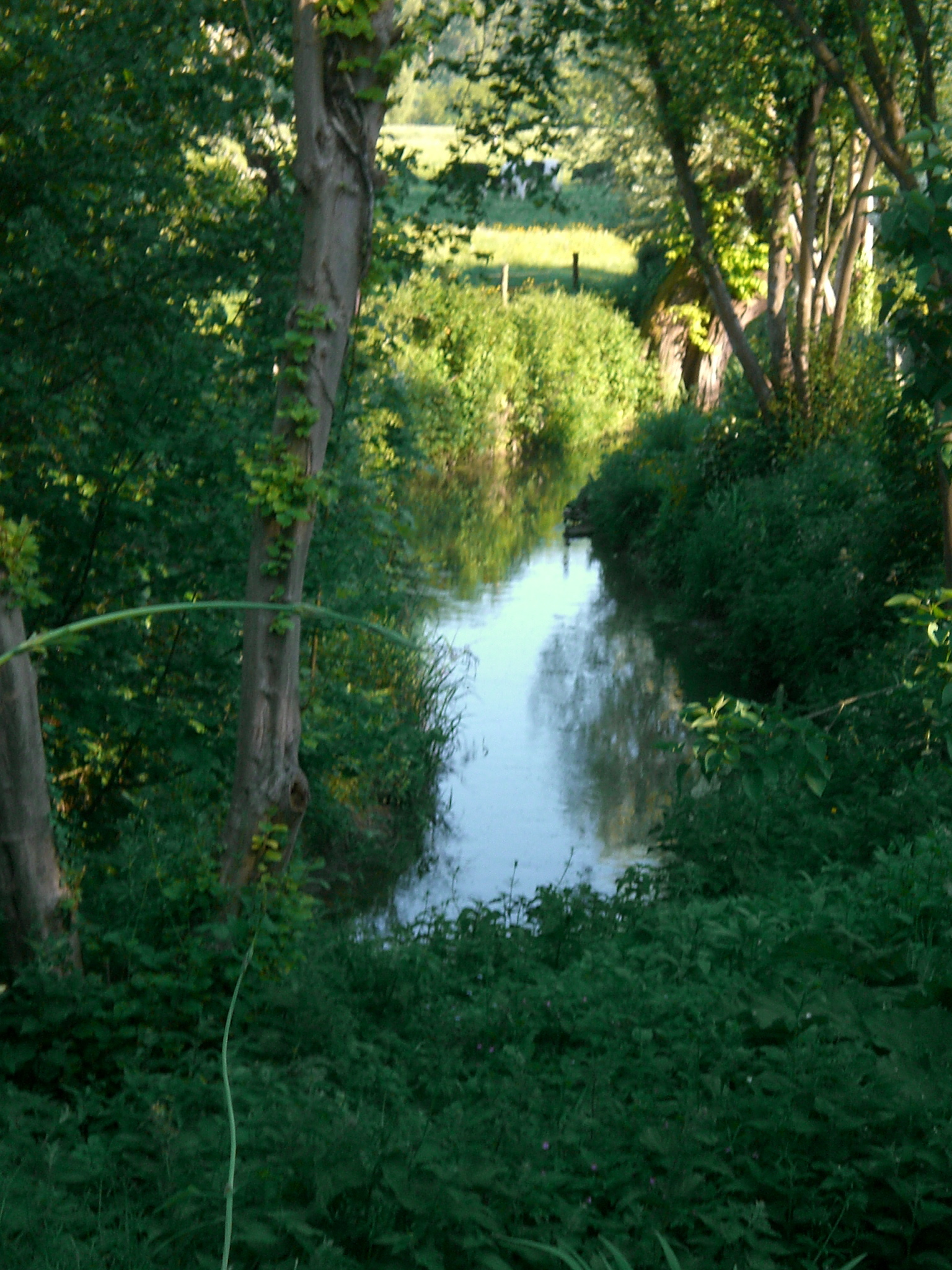
L'amboise

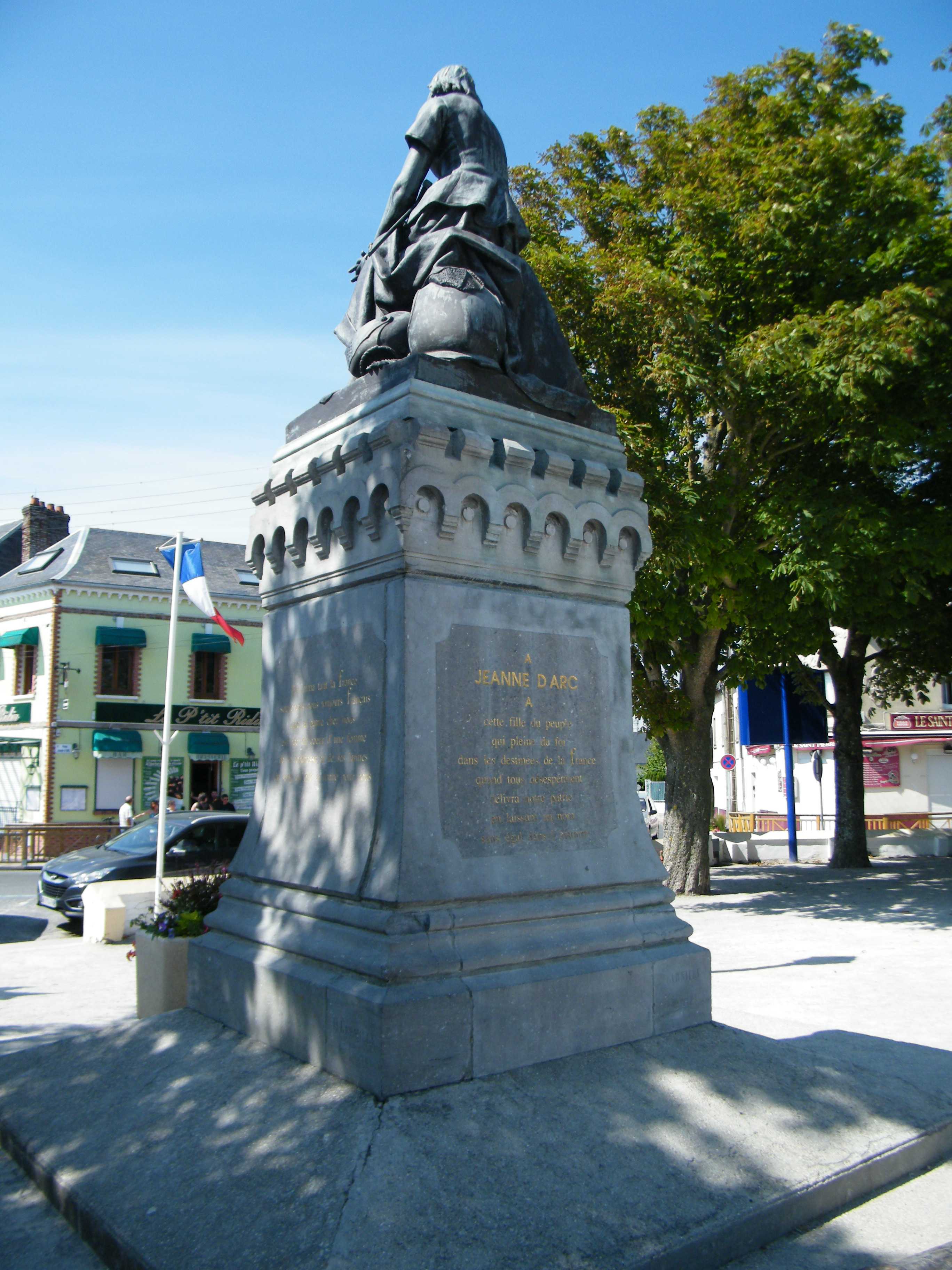

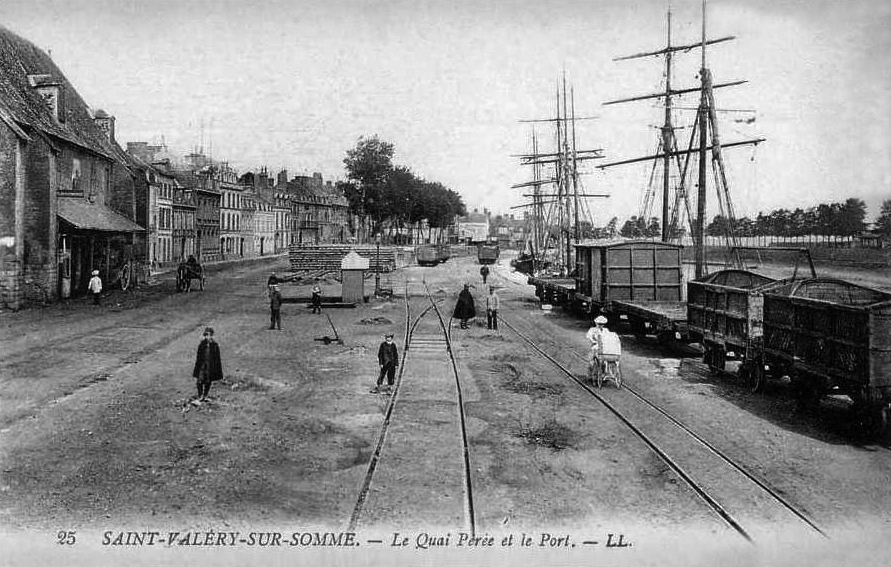

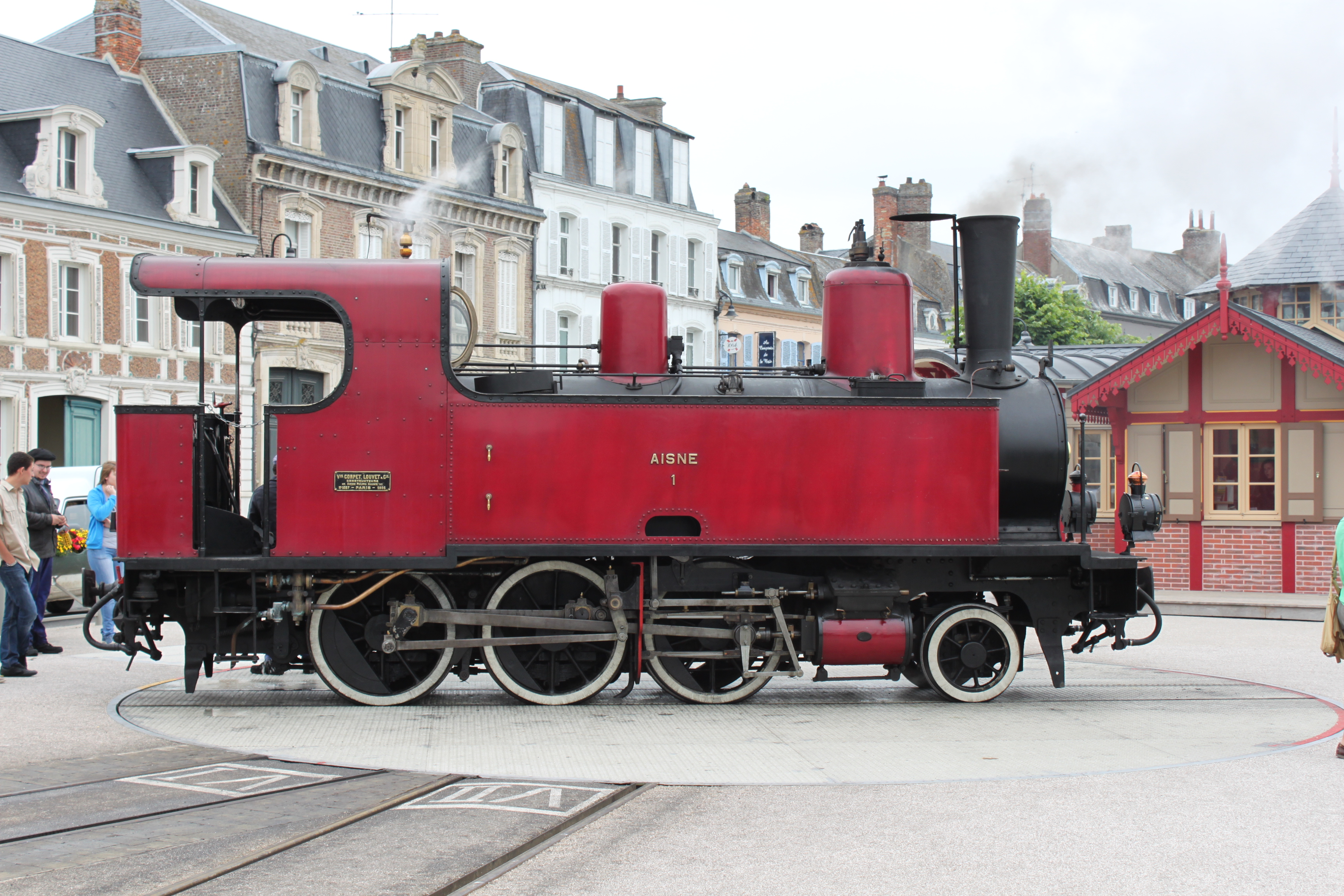

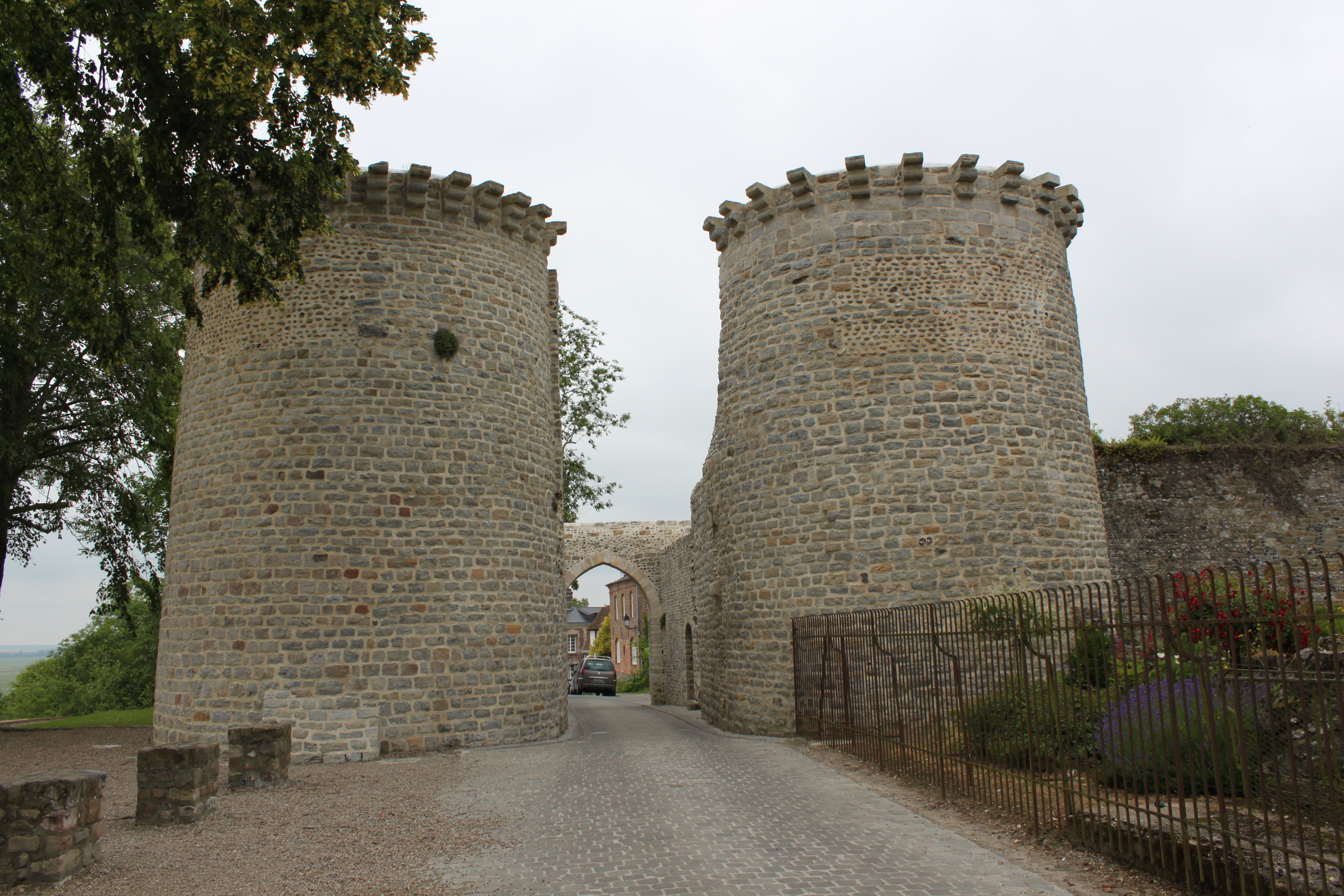

El següent diagrama mostra les poblacions més properes.